# Gusen (Fluss)
Die Gusen (von germ. *Gusunō ‘Guß, Überschwemmung’) ist ein linksseitiger Zufluss der Donau im Mühlviertel in Oberösterreich.
Die Große Gusen und die Kleine Gusen bilden ab Katsdorf-Breitenbruck den Fluss Gusen. Der Großteil des Gallneukirchner Beckens wird von der Gusen entwässert. Ab dem Katsdorfer Ortsteil Lungitz fließt die Gusen südwärts bis St. Georgen an der Gusen durch das enge Gusental. Bei Langenstein mündet sie in die Donau.
Die Gusen ist 17,5 km lang, zusammen mit der üblicherweise als Oberlauf angesehenen Großen Gusen kommt sie auf eine Länge von 39,8 km. Die Gusen weist Gewässergüteklasse II, kurz vor der Mündung in die Donau II bis III auf (Stand 2007).
Nach dem Fluss ist in Wien seit 1953 die Gusengasse benannt.

## Nebenbäche
Die Gusen hat ein Einzugsgebiet von 296,2 Quadratkilometern. Die größten Zuflüsse sind:
| Name              | Mündungsseite     | Mündungsort    | Einzugsgebiet in km² |
| ----------------- | ----------------- | -------------- | -------------------- |
| Rohrbach          | rechter Quellbach | Reichenau      | 013,3                |
| Grasbach          | linker Quellbach  | Reichenau      | 6,4                  |
| Teufelsmüllerbach | links             |                | 04,7                 |
| Steinbach         | rechts            |                | 017,6                |
| Wasserleitenbach  | rechts            |                | 03,3                 |
| Mirellenbach      | rechts            | Gallneukirchen | 016,3                |
| Schweinbach       | rechts            | Schweinbach    | 06,6                 |
| Kleine Gusen      | links             | Breitenbruck   | 112,0                |
| Klenbach          | rechts            | Katsdorf       | 05,5                 |
| Thalinger Bach    | rechts            | Edtsdorf       | 03,3                 |
| Redlbach          | links             | Schörgendorf   | 4,1                  |
| Retzbach          | rechts            | Dahaberg       | 05,8                 |
| Rieder Bach       | links             | Langenstein    | 22,0                 |